# Golok Setan
Golok Setan (en indonesi L'espasa del diable) és una pel·lícula d'espasa i bruixeria indonèsia del 1984 dirigida per Ratno Timoer. La pel·lícula és protagonitzada per l'estrella d'acció indonèsia Barry Prima que apareix en pel·lícules com Perempuan Bergairah i Jaka Sembung. es creua en molts gèneres de pel·lícules diferents. La pel·lícula inclou arts marcials, i també elements de fantasia, terror, ciència-ficció i també contingut sexual suau a causa de la representació de la Reina Cocodril.

## Antecedents
Igual que el personatge més conegut Jaka Sembung, el protagonista de la pel·lícula està extret d'un còmic. La pel·lícula de 1987 Mandala Dari Sungai Ular (Mandala del riu Snake), una seqüela de The Devil's Sword, és una adaptació homònima del dibuix animat. La principal diferència entre dos personatges és que Mandala és un guerrer de la mítica època preislàmica de l'arxipèlag, mentre que Jaka Sembung és un musulmà i javanès. lluitador per la llibertat contra els domini colonial holandès.

## Argument
Golok Setan segueix una recerca per trobar una espasa antiga que va ser forjada a partir d'una misteriosa substància metàl·lica que va caure a la terra en forma de meteorit. Un vell que troba el meteorit crea l'Espasa del Diable, i l'amaga després que aquesta cremi la seva cabana. Qui maneja l'espasa té a les seves mans el poder més gran que es pugui imaginar. Banyujaga (Advent Bangun) és enviada per la Reina Cocodril (Gudhi Sintara) per robar el promès de la princesa d'un poble local (Enny Christina) per mantenir-lo com a súbdit. Durant l'atac al poble, Mandala (Barry Prima), un antic company de Banyujaga, veu la baralla i ajuda a defensar el poble, i acaba ajudant la princesa a recuperar el seu futur marit. Mandala recupera l'Espasa del Diable i ha de derrotar la Reina Cocodril i Banyujaga.

## Repartiment
- Barry Prima - Mandala
- Advent Bangun - Banyu Jaga
- Kusno Sudjarwadi